# Антивспенивающие агенты
Антивспенивающие агенты (антивспениватели или пеногасители) — химические вещества, используемые в технологическом процессе для предотвращения или снижения образования пены веществами, склонными к пенообразованию. Антивспениватели используются в самых разных отраслях промышленности: химической, пищевой, парфюмерно-косметической, целлюлозно-бумажной и пр.

Чаще всего в качестве антивспенивателей используются спирты, эфиры полиэтиленгликоля, силиконы.

Антивспенивающие агенты образуют на границе раздела жидкой и газовой фазы нерастворимую в жидкости непроницаемую плёнку, тем самым повышая поверхностное натяжение и предотвращая образование пузырьков газа, то есть пены.
Способы пеногашения довольно многообразны. Возможны два пути борьбы с пеной:
1. предупреждение пенообразования;
2. разрушение образовавшейся пены.

И то, и другое можно осуществить с помощью введения химических добавок; в основном это добавки, разрушающие пену — пеногасители или антивспениватели.

## Разновидности
Вещества-антивспениватели можно подразделить на две группы.
- К первой группе относятся вещества, принцип пеногасящего действия которых основан на химическом взаимодействии их с веществом-пенообразователем с образованием нерастворимых или малорастворимых соединений.
- Ко второй группе антивспенивателей, более многочисленной, относят вещества, химически не взаимодействующие с пенообразователем. Они разрушают пену в результате различных[каких?] физических процессов. Их эффективность зависит от физико-химических параметров, определяющих свойства пенных плёнок.

## Требования к пеногасителям
Вещества для химического пеногашения должны отвечать следующим требованиям:
- быстро гасить пену уже при малых концентрациях и длительное время препятствовать новому вспениванию растворов;
- не изменять свойств перерабатываемых и вновь получаемых веществ, а также не замедлять технологический процесс;
- не изменять свои свойства при хранении, а также при нагревании в процессе пеногашения.

Многие производства предъявляют к пеногасителям и особые требования, как, например, нетоксичность, являющаяся важным фактором для пищевой промышленности.